# C4.5 알고리즘
C4.5 알고리즘은 로스 퀸란(Ross Quinlan)이 개발한 결정 트리를 생성하는 데 사용되는 알고리즘이다. C4.5는 퀸란의 이전 ID3 알고리즘을 확장한 것이다. C4.5에 의해 생성된 결정 트리는 분류에 사용될 수 있으며, 이러한 이유로 C4.5는 종종 통계적 분류기라고도 불린다. 2011년에 웨카 (기계 학습) 기계 학습 소프트웨어의 개발자는 C4.5 알고리즘을 "아마도 현재까지 실제로 가장 널리 사용되는 기계 학습 도구일 수 있는 랜드마크 결정 트리 프로그램"이라고 설명했다.
2008년 슈프링어 LNCS에서 발행한 데이터 마이닝 분야의 상위 10개 알고리즘에서 1위를 차지한 후 꽤 인기를 얻었다.

## 같이 보기
- ID3 알고리즘